# Высадовичи
Вы́садовичи (бел. Высадавічы) — деревня в Барановичском районе Брестской области Белоруссии. Входит в состав Городищенского сельсовета. Население — 1 человек (2025).

## География
Расположена в 39 км по автодорогам к северо-северо-востоку от центра Барановичей, на расстоянии 15 км по автодорогам к востоку-северо-востоку от центра сельсовета, городского посёлка Городище, у границы с Кореличским районом Гродненской области. Есть кладбище.
0,5 км от деревни деревня Рудашы 

## История
В 1909 году — деревня Циринской волости Новогрудского уезда Минской губернии, 34 двора.
После Рижского мирного договора 1921 года — в составе гмины Цирин Новогрудского повета Новогрудского воеводства Польши, 22 двора. 
С 1939 года — в БССР, в 1940–62 годах — в Городищенском районе Барановичской, с 1954 года Брестской области. Затем — в Барановичском районе.
В 2013 году передана из упразднённого Карчёвского сельсовета в Городищенский.

## Население
По состоянию на 1 января 2023 года в деревне проживало 5 человек в 4 хозяйствах, в том числе 0 моложе трудоспособного возраста, 1 — в трудоспособном возрасте и 4 — старше трудоспособного возраста. 
| Численность населения (по переписи) | Численность населения (по переписи) | Численность населения (по переписи) | Численность населения (по переписи) | Численность населения (по переписи) | Численность населения (по переписи) | Численность населения (по переписи) |
| 1909                                | 1921                                | 1959                                | 1970                                | 1999                                | 2009                                | 2019                                |
| ----------------------------------- | ----------------------------------- | ----------------------------------- | ----------------------------------- | ----------------------------------- | ----------------------------------- | ----------------------------------- |
| 217                                 | ↘168                                | ↘165                                | ↘137                                | ↘25                                 | ↘13                                 | ↘5                                  |